# Walerian Alexandrowitsch Bekman

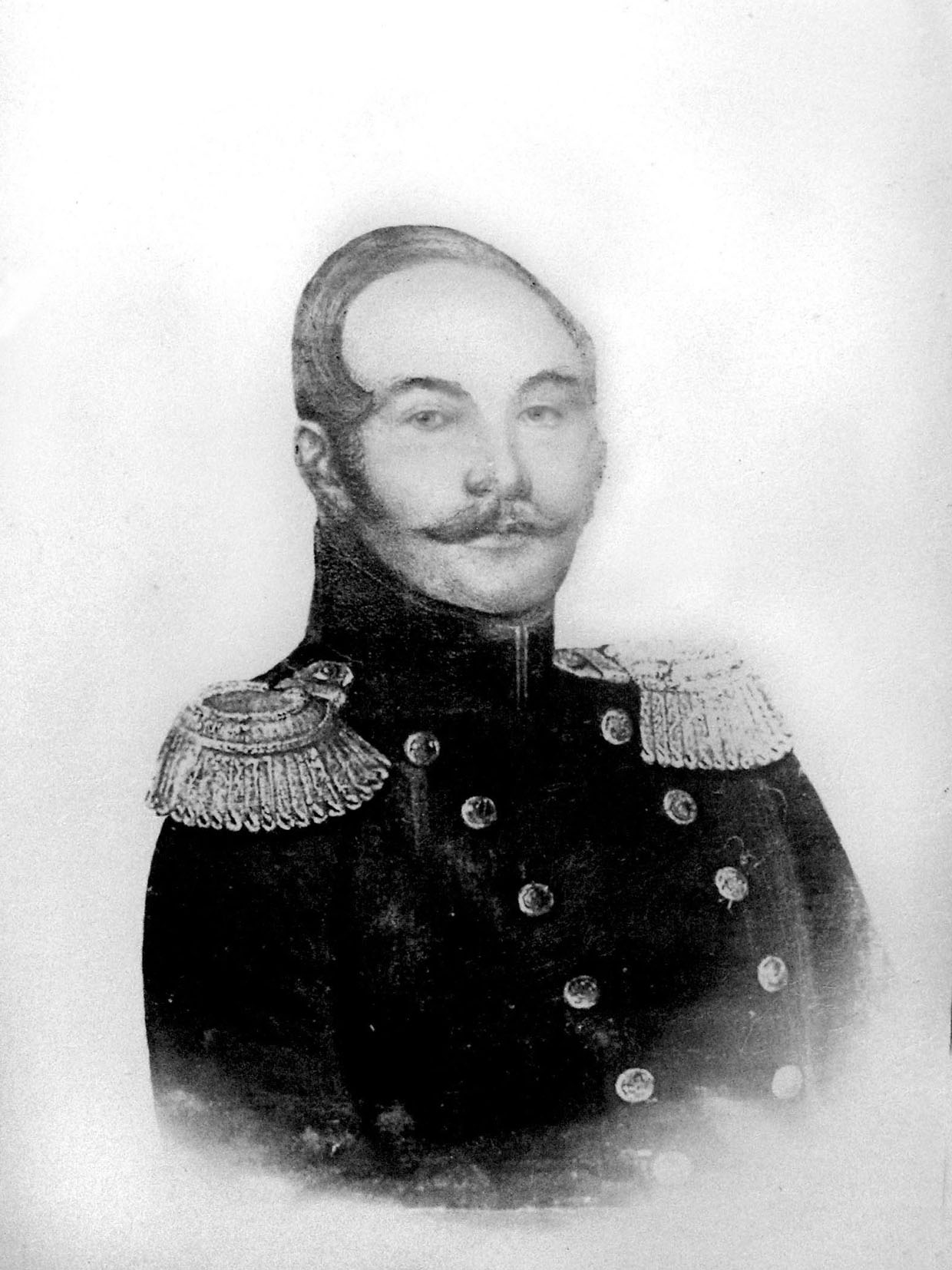
Walerian Alexandrowitsch Bekman (vermutlich)

Walerian Alexandrowitsch Bekman (russisch Валериан Александрович Бекман; * 14. Oktoberjul. / 26. Oktober 1802greg. in St. Petersburg; † 2. Februarjul. / 14. Februar 1870greg. ebenda) war ein russischer Bergbauingenieur.

## Leben
Bekmans Eltern waren Oberst Alexander Petrowitsch Bekman (1772–1871) und seine Frau Anna Blondina geborene Euler (1780–1868), Tochter Generalleutnant Christoph Eulers und Enkelin des Mathematikers Leonhard Euler.
Bekman studierte in St. Petersburg am Institut des Bergkadettenkorps. Nach dem Abschluss 1824 mit großer Silber- und Goldmedaille und Beförderung zum Hüttenverwalter blieb er dort im Laboratorium.
1826 wurde Bekman Aufseher und bereits 1827 Bergmeister des Bergwerks Kasli auf den Miass-Goldfeldern am Ural. Im Januar 1829 wurde er zum Markscheider (IX. Rangklasse) befördert, um ab Mai 1829 die Gusseisenhütte Satka zu leiten. Nach der Beförderung zum Oberhüttenverwalter und Ernennung zum Major wurde er 1833 in das Bergingenieurkorps aufgenommen. Ab 1835 leitete er das Rüstungswerk Slatoust. Mit der Beförderung zum Oberstleutnant wurde Bekman 1838 Assistent des Chefs der Jekaterinburger Hüttenwerke und Mitglied des Komitees für die Überprüfung der Uraler Berg- und Hüttenwerke.
1839 wurde Bekman Chef des 1795 von Charles Gascoigne gegründeten  Gussstahlwerks Lugansk. 1842 folgte die Ernennung zum Oberst. Als er 1847  nach Slatoust zurückkehrte, um als Nachfolger Pawel Anossows Bergchef des Hüttenwerksbezirk Slatoust und Direktor des Rüstungswerks Slatoust zu werden (mit Ernennung zum Generalmajor), wurde Friedrich von Völkner sein Nachfolger in Lugansk.
Anossow war nach dem Weggang aus Slatoust Hauptchef der Altaier Berg- und Hüttenwerke und Zivilgouverneur des Gouvernements Tomsk geworden. Als Anossow 1851 starb, wurde Bekman sein Nachfolger in Tomsk. Zeitweise vertrat er den Generalgouverneur Westsibiriens Gustav Hasford während seiner Abwesenheiten (1853–1854, 1856–1857). Bekman führte Gebietsreformen zugunsten der Städte Semipalatinsk, Ust-Kamenogorsk und Mariinsk durch. In Tomsk gab es ab 1853 Straßenlaternen, Bürgersteige wurden angelegt, Steinkaufläden und -kasernen wurden gebaut, ein Armenhaus wurde eingerichtet, freie Apotheken wurden eröffnet, ein neuer Bebauungsplan wurde erarbeitet, die Polizei wurde verstärkt, und für die Beamten wurden neue Uniformen eingeführt. Ab August 1857 erschien die erste Zeitung im Gouvernement Tomsk unter direkter Kontrolle des Gouverneurs.
Bekman verkehrte mit Gawriil Batenkow, Iwan Puschtschin und anderen Verbannten. Bekman sorgte für den Lehrer und Petraschewzen Felix Emanuel Wilhelm Toll (1823–1867), der nach zwei Jahren und drei Monaten Haft im Katorgadorf Kerewsk (jetzt Kirejewsk, Oblast  Tomsk) in das Dorf Schigarka (jetzt Jaja) verlegt wurde, ab 1852 in Batenkows Haus lebte und dank der Bemühungen Bekmans schließlich 1855 die Aufenthaltsgenehmigung für Tomsk erhielt. Grigori Potanin veröffentlichte in Herzens Kolokol eine freundliche Charakterisierung der Amtsausführung Bekmans.
Im November 1857 wurde auf kaiserliche Anweisung dem Antrag Bekmans auf Entlassung aus dem Dienst des Bergingenieurkorps aus Gesundheitsgründen mit Pensionszusage stattgegeben. Sein Nachfolger in Tomsk wurde Alexander Oserski. Als Grundherr des Ujesd Luga gehörte Bekman zum Adel des Gouvernements St. Petersburg und lebte meistens in seinem eigenen Haus in St. Petersburg.
Bekman war mit Awgusta (Awgustina) Nikolajewna geborene Notbek (1818–1894) verheiratet, die die Tochter des Wologdaer Stadtarztes N. B. Notbek war.
Bekman starb am 14. Februar 1870 in St. Petersburg und wurde auf dem Nikolaus-Friedhof des Alexander-Newski-Klosters begraben.

## Ehrungen
- Sankt-Stanislaus-Orden III. Klasse (1836),[3] I. Klasse (1854)[2]
- Orden des Heiligen Wladimir IV. Klasse (1840),[3] III. Klasse (1849)[2]
- Russischer Orden der Heiligen Anna II. Klasse (1846), I. Klasse (1856)[2]